# اجامه
اجامه (به لاتین: Adjamé) یک منطقهٔ مسکونی در ساحل عاج است که در Lagunes واقع شده‌است.